# Angela Belcher
Angela M. Belcher, née en 1968 à San Antonio, est une scientifique des matériaux et ingénieure biologiste américaine.

## Jeunesse et éducation
Angela Belcher a grandi à San Antonio au Texas. Elle a fréquenté l'université de Californie à Santa Barbara, où elle a obtenu son baccalauréat universitaire (licence) du College of Creative Studies en 1991 et son Ph. D. en chimie en 1997.

## Récompenses et distinctions
- 2025 : National Medal of Science[2]